# Carol Buckley

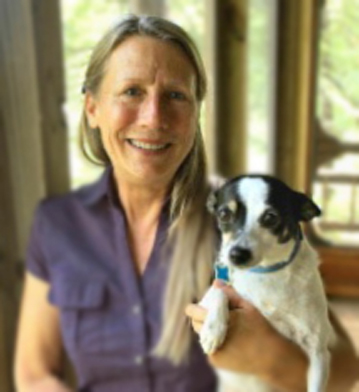
Carol Buckley mit ihrem Hund Java, 2013

Carol Buckley (* ?) ist eine international tätige US-amerikanische Autorin und Expertin für die Pflege und den Schutz von in Gefangenschaft lebenden Elefanten. Sie ist die Gründerin des Elephant Sanctuary in Tennessee und des Elephant Refuge North America (ERNA) sowie von Elephant Aid International (EAI). Buckley hat sich insbesondere in den USA und in Asien für eine möglichst natürliche, humane und nicht-dominante Haltung von Elefanten eingesetzt, bei der die körperliche und seelische Gesundung sowie größtmögliche Freiheit und Autonomie der Elefanten im Mittelpunkt stehen.

## Leben

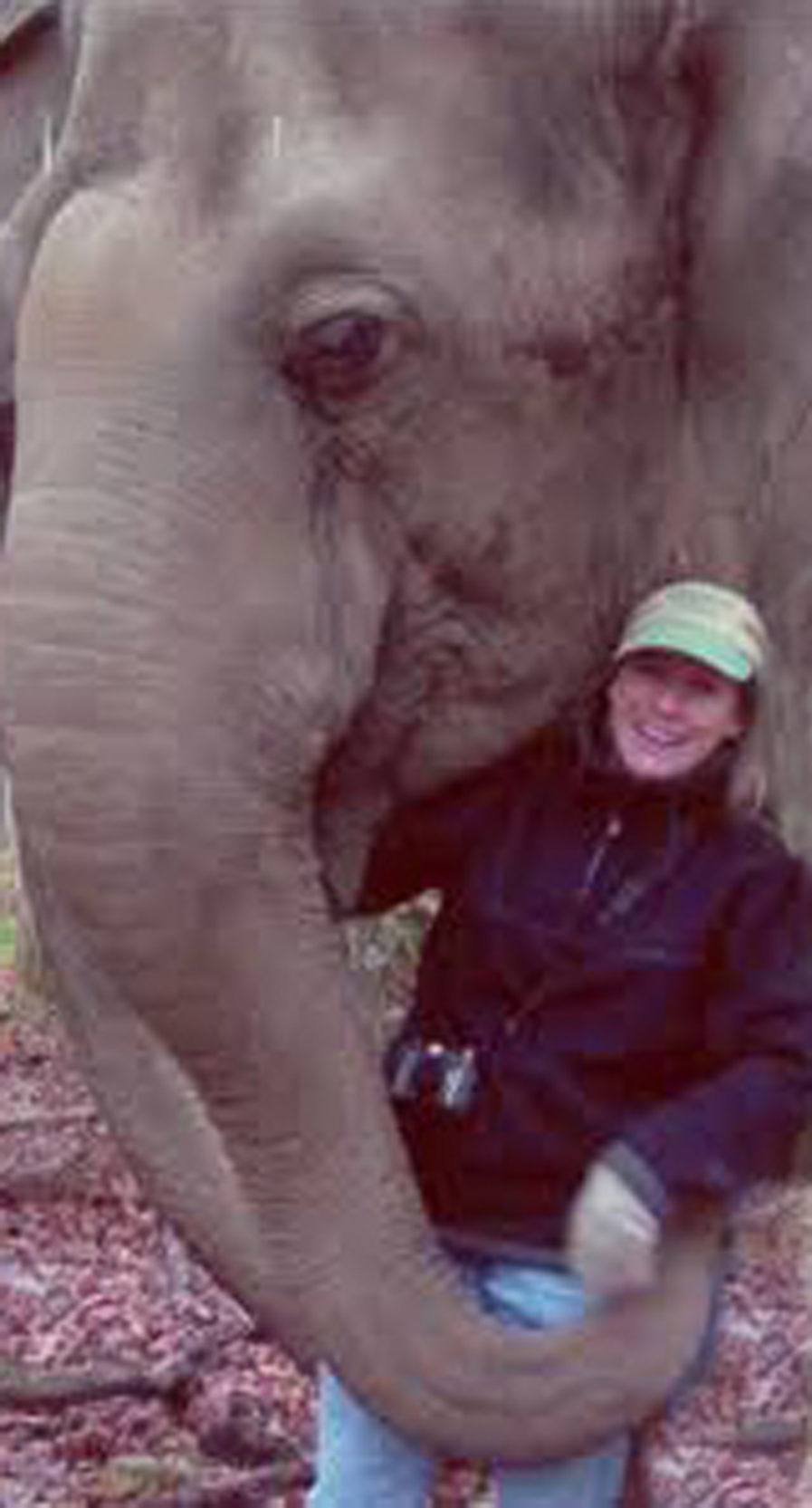
Carol Buckley und Elefantin Tarra

### Frühe Jahre
Buckley wuchs als eines von sechs Kindern in Orange County, Kalifornien, auf. 1974 begann sie am Moorpark College das Management exotischer Tiere zu studieren. Zur selben Zeit lernte sie auf der Straße in ihrem Wohnort Simi Valley, Kalifornien, ein etwa 6 Monate altes weibliches Elefantenkalb aus Burma kennen, das als „Maskottchen“ für eine Kette von Reifenhändlern diente und in Buckleys Leben eine schicksalhafte Rolle spielte. Buckley wurde zuerst die Betreuerin der kleinen Elefantin und zwei Jahre später deren Besitzerin und nannte sie Tarra.
Buckley brachte Tarra verschiedene Zirkuskunststücke bei, wie Xylophon spielen und Walzer tanzen, und trat mit ihr 20 Jahre lang in Zirkussen, Vergnügungsparks und Zoos in ganz USA und Kanada auf. Zu Beginn hatten sie einen Zweijahresvertrag bei Marriott's Great America in Santa Clara (heute California's Great America). Besonders berühmt waren sie dafür, gemeinsam Rollschuh zu fahren. Obwohl sich Buckleys Vorstellungen über Elefantenhaltung im Laufe der Jahre stark wandelten, war sie auch später noch davon überzeugt, dass Tarra in ihren Kinderjahren Spaß an den Zirkusnummern hatte. Tarra trat auch in einer Folge der Fernsehserie Unsere kleine Farm (Little House on the Prairie) auf und überbrachte bei der 57. Oscarverleihung  (1985) einen Umschlag mit dem Preis für das beste Kostümdesign.
Durch das Zusammenleben und -arbeiten mit Tarra lernte Buckley die emotionalen Bedürfnisse der Elefantin immer besser kennen und begann zu realisieren, dass das Zirkusleben nicht (mehr) geeignet war. Sie bot Tarra daraufhin als Attraktion in Zoos an, während Buckley dort als Pflegerin arbeitete – insbesondere im Racine Zoo am Michigansee in Wisconsin und im Zoo von Nashville. Buckley plante eine Erweiterung und Renovierung des Lebensraums der Elefanten im Racine Zoo und begann Bildungsprogramme zu entwickeln, um die Standards für den Schutz der Elefanten zu verbessern.

### Das Elephant Sanctuary von Tennessee

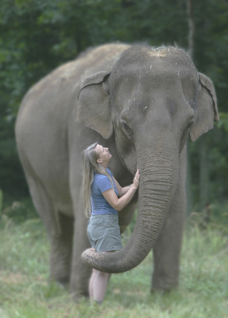
Buckley und Elefantin Winkie im Elephant Sanctuary Tennessee, 2004

1995 verwirklichte Carol Buckley einen langgehegten Traum und gründete zusammen mit ihrem damaligen Lebensgefährten Scott Blais das Elephant Sanctuary in Hohenwald, Tennessee, 80 Meilen südwestlich von Nashville – mit Tarra als erster Bewohnerin. Es war und ist Amerikas erstes und größtes Elefantenschutzgebiet mit natürlichem Lebensraum, wo Elefanten weder angekettet noch dominiert werden und „in voller Autonomie leben“ können. Es werden keine Waffen wie der Elefantenhaken oder Ähnliches verwendet, sondern die Elefanten werden ausschließlich mithilfe von positiver Verstärkung (durch Nahrungsmittel, Bananen etc.) animiert, sich z. B. eine notwendige pflegerische oder medizinische Maßnahme gefallen zu lassen; auch ist das Sanctuary nicht für Besucher geöffnet.
Als Leiterin des Elephant Sanctuary rettete Buckley in den folgenden 15 Jahren aus verschiedenen Zoos und Zirkussen 23 Elefanten, darunter den ersten Elefanten, der jemals vom US-Landwirtschaftsministerium (U.S. Department of Agriculture, USDA) wegen Verstößen gegen das Tierschutzgesetz „beschlagnahmt“ wurde. Ebenfalls in Zusammenarbeit mit dem USDA koordinierte sie auch die Rettung von acht weiblichen Elefanten von der Hawthorn Corporation; dies war die bis dato größte Einzelrettung von Elefanten in der Geschichte der USA. Das Sanctuary wurde nach und nach vergrößert und begann zahlreiche Mitarbeiter einzustellen.
Buckley entwarf individuelle Behandlungsprogramme, um den Elefanten zu helfen, sich von den physischen, psychologischen und emotionalen Auswirkungen von fast vier Jahrzehnten Zirkusleben zu erholen. Unter ihrer Leitung erlangte der ganzheitliche Ansatz des Sanctuary für die medizinische Versorgung und die Traumabehandlung von Elefanten internationale Anerkennung.
Es kam jedoch aus verschiedenen Gründen nach und nach zu Streitigkeiten zwischen Buckley und dem Vorstand des Elephant Sanctuary, außerdem zerbrach ihre Beziehung mit ihrem Partner und Mitbegründer Scott Blais. Schließlich wurde Carol Buckley im März 2010 entlassen, worauf sie im Oktober 2010 das Elephant Sanctuary verklagte, unter anderem wegen Vertragsbruch und Verleumdung. Außerdem forderte sie das Besuchsrecht für Tarra, die weiterhin im Sanctuary lebte, sowie 1 Million Dollar Schadensersatz. Der Rechtsstreit, insbesondere um das Sorgerecht für Tarra, zog sich Jahre hin und „erschütterte“ die Tierschutzkreise, wobei Buckley zeitweise daran gehindert wurde, ihre Elefantin zu besuchen.

### Elephant Aid International

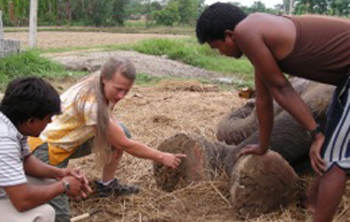
Buckley mit Mahuts bei einem Kurs über Elefantenfußpflege

2009 gründete Carol Buckley die Organisation Elephant Aid International (EAI) und begann, längere Zeit in asiatischen Ländern, wie Thailand, Indien, Indonesien, Vietnam und vor allem in Nepal, zu leben und zu arbeiten. Buckley setzte sich dafür ein, die Lebensbedingungen der  asiatischen Elefanten vor Ort zu verbessern, die oft unter harten und grausamen Bedingungen als Arbeitstiere gehalten werden.
In Asien unterrichtete Buckley Mahuts (Elefantentrainer) und Elefantenbesitzer in der von ihr entwickelten „Compassionate Elephant Care“ (Mitfühlende Elefantenpflege) sowie in elementaren Pflegemaßnahmen wie Fußpflege und Beschneiden der Fußnägel, deren Vernachlässigung zu Krankheit und Tod der Elefanten führen können. Daneben setzte sie auch ihre Arbeit zum Schutz der Elefanten in den USA fort.
2013 entwickelte Buckley solarbetriebene, kettenfreie Nacht-Gehege für die Elefanten von Nepals National Trust for Nature Conservation, um den Elefanten der Anti-Wilderei-Patrouille mehr Autonomie zu ermöglichen. Dieses Projekt erregte die Aufmerksamkeit von internationalen Wildtierforschern und Naturschützern. In der Folge erhielten Buckley und das EAI vom nepalesischen Ministerium für Naturressourcen und Wildtierschutz den Auftrag für 54 solarbetriebene, kettenfreie Gehege in den 15 Hattisars (Elefantenställe) der Regierung im Chitwan-Nationalpark, 13 davon in abgelegenen Dschungelgebieten; dadurch konnten 54 weibliche und junge Elefanten von ihren Ketten befreit werden.

### Elephant Refuge North America (ERNA)
Im Dezember 2016 gründete Buckley mit dem EAI in Attapulgus, Georgia, ein neues Elefanten-Sanctuary, das Elephant Refuge North America (ERNA), dessen Anlage im März 2019 fertiggestellt wurde. Das ERNA ist für bis zu 10 Elefanten konzipiert, derzeit (Stand 2025) leben jedoch nur drei Elefanten dort: die zwei asiatischen Elefanten Tarra und Bo sowie die afrikanische Elefantin Mundi. Buckleys Elefantin Tarra zog nach langen Rechtsstreitigkeiten mit dem Elephant Sanctuary Tennessee und über zehn Jahren der Trennung von Buckley im November 2021 im Elephant Refuge ein.
Alex C. Rivera drehte über Buckley und ihre Arbeit zur Verbesserung des Wohlergehens von Elefanten einen Dokumentarfilm, der unter dem Titel Unchained 2016 veröffentlicht wurde und mehrere Preise gewann.
Neben ihrer erfolgreichen Arbeit auf dem Gebiet der Elefantenhaltung und -rettung hat Carol Buckley einige erfolgreiche Kinderbücher über Elefanten veröffentlicht (siehe unten). Besonders ihr Buch Tarra und Bella über die wahre Geschichte der Freundschaft einer Elefantin mit einem Hund gewann mehrere Auszeichnungen; Dolly Parton wählte es als eines der Bücher aus, die sie an Kinder zu deren fünftem Geburtstag verschickt.
Carol Buckleys Einsatz für die Elefanten war Gegenstand zahlreicher Artikel in verschiedenen Zeitschriften und Magazinen, wie dem National Geographic, dem New York Times Magazine, Parade, Chicago Tribune, People und Reader’s Digest. Über ihre Arbeit berichteten auch Fernsehsender wie unter anderem ABC News 20/20, CBS News, CNN, Oprah und die Canadian Broadcast Corporation.

## Auszeichnungen
- 2017: Verleihung der Goldenen Sonne des 24. Internationalen Umweltfilmfestivals von Barcelona (FICMA) „für ihre Bemühungen um Aufklärung, Sensibilisierung und Bewusstseinsbildung in Bezug auf die Situation der Elefanten und für ihren Einsatz für deren Würde“.[2]
- 2015 wurde Carol Buckley von Care2 zu einer von 9 „Frauen, die den Planeten retten“, ernannt – zusammen mit Jane Goodall, der Meeresforscherin Dr. Sylvia Earle, der Blackfish-Regisseurin Gabriella Cowperwaith und der Designerin Stella McCartney.[2]
- 2014: Die nepalesische Regierung verlieh Carol Buckley einen Anerkennungspreis dafür, dass sie dem Land geholfen hat, als erstes in Asien seine Elefanten von den Ketten zu befreien.[2]
- 2001:
  - Genesis Award in Anerkennung von Buckleys innovativer Arbeit
  - Ernennung zum Hero for The Planet („Held des Planeten“) vom Time Magazine
  - Ernennung zur Elefantenbotschafterin von Asian Elephants Today.[2]

## Veröffentlichungen

### Kinderbücher
- Carol Buckley: Travels with Tarra, Tilbury House Pub, 2002
- Carol Buckley: Just for Elephants, Tilbury House Pub, 2006
- Carol Buckley: Tarra & Bella: The Elephant and Dog Who Became Best Friends, Puffin Books, 2014

### Artikel u. Ä.
- Carol Buckley: „Captive Elephant Foot Care: Natural Habitat Husbandry Techniques“, Kapitel in: Blair Csuti, Eva L. Sargent, Ursula S. Bechert: „The Elephant's Foot: Prevention and Care of Foot Conditions in Captive Asian and African Elephants“, Iowa State University Press, 2001, S. 53–55
- Carol Buckley & G. A. Bradshaw: „The Art of Cultural Brokerage: Recreating Elephant-Human Relationship and Community“, Artikel in: Spring: A Journal of Archetype and Culture – Minding the Animal Psyche, Bd. 83, Frühling 2010, S. 37–61
- Carol Buckley: Adaptation/Rehabilitation of Captive-Held Elephants, Artikel online auf der Website von: Elephant Aid International (AID), 2018 (englisch; Abruf am 20. März 2025)